# 阿尔森·帕夫洛夫
阿尔森·谢尔盖耶维奇·帕夫洛夫（俄语：Арсе́н Серге́евич Па́влов；1983年2月2日—2016年10月16日），俄罗斯公民，生前是乌克兰东部亲俄武装斯巴达营的指挥官。因对无线电设备的热爱而获绰号“摩托罗拉”（俄语：Моторо́ла）。
2016年10月16日在其住所遭到炸弹袭击身亡。